# Camille Chautemps
Camille Chautemps (París, 1 de febrer de 1885 - Washington DC, 1 de juliol de 1963) fou un polític radical francès de la Tercera República, tres vegades president del Consell (Primer Ministre).

## Formació
Després d'obtenir la llicenciatura a la facultat de Dret, inicià una llarga carrera política, es va convertir en alcalde de Tours, el 1912, i fou diputat radical el 1919. Entre 1924 i 1926, se situà en el centreesquerra, participà en els governs de coalició d'Édouard Herriot, Paul Painlevé i Aristide Briand, i es va convertir en President del Consell breument el 1930. De nou en els governs de centreesquerra en 1932-1934, va exercir com a ministre de l'Interior, i es va convertir en Primer Ministre de nou el novembre de 1933. Va renunciar als seus càrrecs el gener de 1934 com a resultat del cas Stavisky. Al govern popular de Léon Blum, del Front de 1936, Chautemps va ser ministre d'Estat, i després va succeir Blum al capdavant del govern, des del juny 1937 fins a març 1938.
Seguint el programa del Front Popular, va nacionalitzar els ferrocarrils i creà la SNCF. Va presentar la renúncia poc abans de l'Anschluss, i va servir d'abril de 1938 a 1940 com a vicepresident del Consell en els governs d'Édouard Daladier i Paul Reynaud. Com a membre del gabinet el 1940, va ser un dels primers a suggerir la rendició de França a l'Alemanya nazi. Tenia un ministeri en el govern de Vichy, però va trencar amb el govern de Philippe Pétain després d'arribar als EUA en missió oficial. Va viure als EUA durant la major part de la resta de la seva vida. Després de la Segona Guerra Mundial, un tribunal francès el va condemnar en absència per col·laborar amb l'enemic.